# Micrathyria romani
Micrathyria romani är en trollsländeart som beskrevs av Sjöstedt 1918. Micrathyria romani ingår i släktet Micrathyria och familjen segeltrollsländor. Inga underarter finns listade i Catalogue of Life.